# Brittiska mästerskapet 1885/1886
Brittiska mästerskapet 1885/1886 var den 3:e upplagan av Brittiska mästerskapet i fotboll. Titeln delades mellan Skottland och England.

## Tabell
| Nr | Lag       | S | V | O | F | GM | IM | MS  | P |
| -- | --------- | - | - | - | - | -- | -- | --- | - |
| 1  | Skottland | 3 | 2 | 1 | 0 | 12 | 4  | +8  | 5 |
| 1  | England   | 3 | 2 | 1 | 0 | 10 | 3  | +7  | 5 |
| 3  | Wales     | 3 | 1 | 0 | 2 | 7  | 7  | 0   | 2 |
| 4  | Irland    | 3 | 0 | 0 | 3 | 3  | 18 | −15 | 0 |

## Matcher
|  | 27 februari 1886 | Wales                                                               | 5 – 0 | Irland | Racecourse Ground |         |
|  |                  | Bill Roberts Job Wilding Richard Hersee Thomas Bryan Herbert Sisson |       |        | Wrexham           | Wrexham |
|  |                  |                                                                     |       |        | Wrexham           | Wrexham |
|  |                  |                                                                     |       |        | Wrexham           | Wrexham |

|  | 13 mars 1886 | Irland         | 1 – 6 | England                                             | Ulster Cricket Ground |         |
|  |              | James Williams |       | ×4 Benjamin Spilsbury Tinsley Lindley Fred Dewhurst | Belfast               | Belfast |
|  |              |                |       |                                                     | Belfast               | Belfast |
|  |              |                |       |                                                     | Belfast               | Belfast |

|  | 20 mars 1886 | Irland                             | 2 – 7   | Skottland                                                                              | Ulster Cricket Ground                                      |                                                            |
|  |              | John Condy 19′ Samuel Johnston 44′ | (2 – 5) | 15′, 18′, 25′, 60′ Charles Heggie 35′ John Lambie 40′ Michael Dunbar 75′ James Gourlay | Belfast Publik: 3 000 Domare: George Wolstenholme (Irland) | Belfast Publik: 3 000 Domare: George Wolstenholme (Irland) |
|  |              |                                    |         |                                                                                        | Belfast Publik: 3 000 Domare: George Wolstenholme (Irland) | Belfast Publik: 3 000 Domare: George Wolstenholme (Irland) |
|  |              |                                    |         |                                                                                        | Belfast Publik: 3 000 Domare: George Wolstenholme (Irland) | Belfast Publik: 3 000 Domare: George Wolstenholme (Irland) |

|  | 27 mars 1886 | Skottland             | 1 – 1   | England             | Hampden Park                                            |                                                         |
|  |              | George Somerville 80′ | (0 – 1) | 35′ Tinsley Lindley | Glasgow Publik: 11 000 Domare: Alexander Hunter (Wales) | Glasgow Publik: 11 000 Domare: Alexander Hunter (Wales) |
|  |              |                       |         |                     | Glasgow Publik: 11 000 Domare: Alexander Hunter (Wales) | Glasgow Publik: 11 000 Domare: Alexander Hunter (Wales) |
|  |              |                       |         |                     | Glasgow Publik: 11 000 Domare: Alexander Hunter (Wales) | Glasgow Publik: 11 000 Domare: Alexander Hunter (Wales) |

|  | 29 mars 1886 | Wales         | 1 – 3 | England                                | Racecourse Ground |         |
|  |              | William Lewis |       | George Brann Fred Dewhurst Andrew Amos | Wrexham           | Wrexham |
|  |              |               |       |                                        | Wrexham           | Wrexham |
|  |              |               |       |                                        | Wrexham           | Wrexham |

|  | 10 april 1886 | Skottland                                                               | 4 – 1   | Wales                 | Hampden Park                           |                                        |
|  |               | Bob McCormick 30′ James McCall 47′ David Allan 53′ William Harrower 56′ | (1 – 0) | 88′ John Owen Vaughan | Glasgow Domare: John Sinclair (Irland) | Glasgow Domare: John Sinclair (Irland) |
|  |               |                                                                         |         |                       | Glasgow Domare: John Sinclair (Irland) | Glasgow Domare: John Sinclair (Irland) |
|  |               |                                                                         |         |                       | Glasgow Domare: John Sinclair (Irland) | Glasgow Domare: John Sinclair (Irland) |